# Zhang Lu (seigneur de la guerre)
Dans ce nom chinois, le nom de famille, Zhang, précède le nom personnel.
Pour les articles homonymes, voir Zhang Lu et Zhang.
Zhang Lu 張魯（? —216 ?), nom social Gongqi (公祺, parfois 公旗), était un seigneur de guerre de la fin des Han qui occupa pendant près de vingt-cinq ans Hanzhong, qu’il gouverna selon les principes de l’école taoïste des Cinq boisseaux de riz, qu’aurait fondée son grand-père Zhang Ling. Fort du soutien de la population augmentée de réfugiés venus de régions moins paisibles, relativement protégé de la menace militaire impériale par la distance, sachant mettre en avant son aspect de gouvernant moral et intègre en comparaison des autres seigneurs de guerre, il obtint de Cao Cao en 215 des conditions de reddition avantageuses : il fut titré ainsi que ses fils, et une alliance matrimoniale fut conclue entre sa fille et un fils de Cao Cao. La famille Zhang ainsi qu’une partie de la population de la région furent transplantées dans le Zhongyuan (中原), cœur du pays, et les Cinq boisseaux furent autorisés à poursuivre leurs activités religieuses, ce qu’ils firent avec grand succès. Le mouvement des Maîtres célestes fit des adeptes dans toute la Chine de l’époque et resta important jusqu’au début du VIe siècle. Tao Hongjing dans le Zhengao (真誥) est le seul à citer le lieu et la date de sa mort : Ye (鄴）(Hebei) en 216. Il aurait reçu de Cao Cao le titre posthume de Premier marquis Yuanhou (原侯) et aurait été enterré à l’est de la capitale de Ye, sur l’emplacement de l’actuelle Linzhang.
Dans la religion taoïste, il est un immortel et le troisième de la lignée des maîtres célestes Zhang, dont prétendent descendre les patriarches actuels de Zhengyi. Sous les Yuan, la faveur dont jouit ce courant lui valut d’être titré en 1308 par l’empereur Wuzong Seigneur véritable de la grande pureté, de l’illumination et de la grande vertu (太清昭化廣德真君).
Dans le roman Histoire des Trois Royaumes, il est décrit comme un seigneur de guerre ambitieux qui envisage de prendre Yizhou à Liu Zhang, mais est finalement trahi par Ma Chao.

## Débuts
La famille Zhang serait originaire de Fengxian (豊県) dans le pays de Pei (沛國), d’où son grand-père Zhang Ling (張陵) aurait émigré pour se fixer au Sichuan où il aurait fondé l’une des premières sectes taoïstes connues. Il en aurait transmis le contrôle à son fils Zhang Heng (張衡), père de Zhang Lu. Sont également connus par leur nom un frère cadet, Zhang Wei (張衛), et deux de ses cinq fils : l’aîné Zhang Fu (張富) qui prendra à sa mort la tête des Cinq boisseaux et le quatrième Zhang Sheng (張盛) qui s’installera sur le mont Longhu (龍虎山) au Jiangxi, siège de l’école Zhengyi.

## Prise de Hanzhong
En 191, Liu Yan (劉焉), membre de la famille impériale responsable de la province de Yizhou (益州) comprenant le bassin du Sichuan et la région de Hanzhong, cherche à s’affranchir de la tutelle des Han. Il envoie, soit le seul maréchal Zhang Xiu (張修), lui aussi chef de secte et donné comme le véritable maître des Cinq boisseaux dans certaines sources, soit Zhang Xiu et Zhang Lu (titré 督義司馬), pour arracher Hanzhong à Su Gu (蘇固), gouverneur légitimiste. Zhang Xiu aurait tué Su Gu, puis Zhang Lu l'aurait éliminé à son tour pour prendre seul possession de Hanzhong. Il rebaptise la ville Hanning (漢寧) et commence à gouverner selon ses principes théocratiques (qui sont peut-être en partie ceux de Zhang Xiu). Lorsque Liu Zhang (劉璋), fils de Liu Yan, succède à son père, il fait tuer la mère de Zhang Lu et d’autres membres sa famille en représailles de sa désobéissance. Selon les Chroniques des Trois Royaumes, c’est par l’intermédiaire de sa mère « à l’apparence encore jeune » et pratiquant la « religion des esprits » que Zhang Lu aurait obtenu d’être employé par Liu Yan.

## Le régime des Cinq boisseaux
Le Livre des Han postérieurs vante le régime instauré par Zhang Lu comme « basé sur la sincérité et interdisant le mensonge ». Les impôts sont théoriquement utilisés pour le bien public. Des routes sont aménagées, en partie grâce à un système pénal qui accorde trois chances de se repentir, puis permet de payer la peine en participant à l’aménagement d’une certaine longueur de route. Les cadres religieux, appelés maîtres des libations jijiu (祭酒), installent au bord des routes de petits abris yishe (義舍) contenant boisson et nourriture pour les passants. Une malédiction appelant les démons des maladies sur ceux qui abuseraient de cette libéralité est placée en évidence. La lutte contre les maladies est d’ailleurs une des activités religieuses principales. Elle comprend une phase de repentir dans une pièce calme jingshi (静室) car les troubles physiques sont considérés comme résultant de fautes morales, suivie d’un traitement qui consiste à écrire trois talismans qui seront présentés aux Trois gouverneurs, ou absorbés dissous dans de l’eau. L’alcool est interdit en dehors des besoins rituels et aucun animal ne doit être tué au printemps et en été. Selon le Livre des Jin, Zhang Lu aurait eu beaucoup d’adeptes parmi les ethnies locales également ; certains rites des Cinq boisseaux proviennent sans doute des religions aborigènes.

## Reconquête de Hanzhong
Pendant vingt ans, Zhang Lu, éloigné de la capitale et tenant bien son domaine, n’est guère inquiété par les troupes impériales contrôlées de fait par la famille Cao. Plutôt que de l’attaquer, choix est fait de prétendre voir en lui un subordonné des Han. Il s'en contente d'ailleurs prudemment : les Chroniques des Trois Royaumes prétendent que la population lui aurait remis un sceau de jade le nommant roi de Hanzhong, mais qu’il l’aurait sagement refusé sur les conseils de Yan Pu (閻圃), l’un de ses partisans. Il est ainsi nommé général pacificateur des barbares (鎮夷中郎將) ou général du peuple (民中將軍) et gouverneur de Hanning (漢寧太守).
Néanmoins, en 211, Zhong Yao (鍾繇) persuade Cao Cao d’envoyer une armée reprendre Hanzhong. Les rebelles Han Sui (韓遂) et Ma Chao (馬超), dont les territoires se trouvent en chemin, croient que ce déploiement de troupes leur est destiné et contre-attaquent. Ils sont défaits, mais l’armée des Cao n’est plus en état de poursuivre jusqu'au fief des Cinq boisseaux, où Ma Chao se réfugie. Une alliance matrimoniale est envisagée entre lui et la fille de Zhang Lu, mais un subordonné de ce dernier le lui déconseille, mettant en avant le cynisme du fugitif. Zhang Lu lui prête néanmoins des troupes pour qu’il tente de reprendre son domaine. Il échoue et, n’attendant plus rien de Zhang Lu, finit par rejoindre le camp de Liu Bei lorsque celui-ci fait le siège de Chengdu où Liu Zhang s’est enfermé. En 215, Cao Cao remettra à Zhang Lu son fils aîné, Ma Qiu (馬秋), qu’il avait capturé ; Zhang Lu le fera exécuter.
En 215, Cao Cao arrive enfin à Yangping (陽平) aux portes de Hanzhong. Mesurant l’inégalité des forces, Zhang Lu envisage la reddition immédiate, mais son frère Zhang Wei veut se battre ; il est finalement défait et meurt au combat. De nouveau, Zhang Lu envisage de se rendre, mais Yan Pu lui conseille de ne pas le faire sur un échec, signe de faiblesse, et de gagner du temps pour négocier. Il se replie alors à Bazhong (巴中) au Sichuan, non sans avoir, sincère ou calculateur, laissé en place son trésor après l’avoir scellé, au lieu de l’emporter ou de le détruire comme de coutume, disant : « C'est un bien public. ». Par admiration ou en considération de son autorité et de son prestige local, Cao Cao lui permet de se rendre avec les honneurs. Il devient l’un des quatre généraux pacificateurs des orients (le sud en l’occurrence, 鎮南將軍), et reçoit ainsi que ses cinq fils le titre de marquis (marquis de Langzhong 閬中侯). Sa fille épouse Cao Yu (曹宇), prince de Yan (燕王), neuvième fils de Cao Cao. Les Zhang et une partie de leurs ouailles sont priés de quitter le sud-ouest pour venir s’installer dans des provinces plus centrales et mieux contrôlées par le pouvoir des futurs Wei, où ils répandront leur culte.
Divers
Sur le mont Nulang (女郎山), district de Mian (勉縣), dans les environs de Hanzhong, existe depuis au moins les Jin le culte d’une déesse locale identifiée à la fille ou la sœur de Zhang Lu, et parfois nommé Zhang Yulan (張玉蘭).